# Karwickie Źródliska
Karwickie Źródliska este o arie protejată (sit de importanță comunitară — SCI) din Polonia întinsă pe o suprafață de 371,78 ha, integral pe uscat.

## Localizare
Centrul sitului Karwickie Źródliska este situat la coordonatele 54°25′50″N 17°41′47″E / 54.4306°N 17.6964°E.

## Înființare
Situl Karwickie Źródliska a fost declarat sit de importanță comunitară în octombrie 2009 pentru a proteja un număr necunoscut de specii din flora spontană și fauna sălbatică aflate în arealul zonei.

## Biodiversitate
Situată în ecoregiunea continentală, aria protejată conține 8 habitate naturale: Mlaștini turboase de tranziție și turbării mișcătoare, Izvoare petrifiante cu formare de travertin (Cratoneurion), Păduri de fag Luzulo-Fagetum, Păduri de fag Asperulo-Fagetum, Păduri de stejar sau de stejar și carpen sub-atlantice și medio-europene de Carpinion betuli, Păduri acidofile de stejar bătrân cu Quercus robur pe câmpii nisipoase, Mlaștini împădurite, Păduri aluvionare cu Alnus glutinosa și Fraxinus excelsior (Alno-Padion, Alnion incanae, Salicion albae).
La baza desemnării sitului se află un număr nedeclarat de specii protejate.